# Zamarada pristis
Zamarada pristis är en fjärilsart som beskrevs av Fletcher 1974. Zamarada pristis ingår i släktet Zamarada och familjen mätare. Inga underarter finns listade i Catalogue of Life.